# Caroline Seger
Sara Caroline Seger (Gantofta, 19 maart 1985) is een Zweeds voetbalspeelster die sinds 2017 als middenvelder actief is bij FC Rosengård in de Damallsvenskan.

## Carrière

### Clubs
Caroline Seger begon haar carrière bij Linköpings FC in de Damallsvenskan waar ze vijf seizoenen speelde en kapitein van het team werd. In vier van de vijf seizoenen eindigde ze viermaal binnen de top vier met in 2009 een eerste plaats. De ploeg kwalificeerde zich voor de UEFA Women's Champions League 2009/10 waar de kwartfinales bereikt werden.
In december 2009 tekende Seger een driejarig contract bij Philadelphia Independence in het Amerikaanse Women's Professional Soccer. In december 2010 stapte ze over naar Western New York Flash waarmee ze de landstitel binnen haalde na een 1–1 gelijkspel en winst in de strafschoppen, tegen haar voormalige club Philadelphia Independence. Door haar deelname aan de Wereldkampioenschap voetbal vrouwen 2011 speelde ze amper 13 wedstrijden voor Western New York Flash waarbij ze vijfmaal scoorde.
In augustus 2011 kondigde Seger aan dat ze terugkeerde naar Zweden en een contract bij LdB FC Malmö getekend had tot het einde van het seizoen. Haar zeven selecties en drie goals hielpen Malmö mee aan de titel in de Damallsvenskan. Later in augustus tekende Seger een tweejarig contract bij Tyresö FF en won in 2012 nogmaals het landskampioenschap. In 2014 kwam Tyresö FF in de financiële problemen en trok zich terug uit de Damallsvenskan en werden de contracten van de speelsters allen vrijgegeven. In juni 2014 tekende Seger een tweejarig contract bij Paris Saint-Germain Féminines in de Franse Division 1 Féminine. Op 2 juli 2016 tekende ze een contract bij Olympique Lyonnais en won zowel het Frans kampioenschap als de Franse beker als de UEFA Women's Champions League 2016/17. Na een jaar verliet Seger Lyon om terug te keren naar de Damallsvenskan bij FC Rosengård.

### Nationaal elftal
Seger debuteerde bij het Zweeds voetbalelftal op 9 maart 2005 in de wedstrijd tegen Duitsland in de Algarve Cup die met 2–1 verloren werd. Seger werd een eerste maal teamkapitein toen Victoria Sandell Svensson geblesseerd geraakte en nam de kapiteinsband over nadat Sandell Svensson in 2009 stopte bij de nationale ploeg. In oktober 2012 besliste trainer Pia Sundhage dat de kapiteinsplaats in de toekomst verdeeld werd tussen Seger en Lotta Schelin.
Seger speelde bij de nationale ploeg in drie Olympische zomerspelen (2008, 2012 en 2016) en in het Europees kampioenschap voetbal vrouwen 2005, 2009, 2013 en 2017. In 181 wedstrijden scoorde Seger 25 keer. Op het WK 2019 speelde Seger haar 200ste interland in de gewonnen (2 -1) troostfinale tegen Engeland.

## Privéleven
Seger outte zich in juni 2013 als lesbienne in het Zweeds lgbt-magazine QX en vertelde over haar partner Malin Levenstad, een voormalig teamgenoot en Zweedse nationale speelster.

## Erelijst
- 2009, 2011, 2012: Winnaar Zweeds landskampioenschap (Damallsvenskan).[1]
- 2006, 2008, 2009: Winnaar Zweedse beker
- 2009, 2011: Winnaar Zweedse supercup
- 2011: Winnaar Women's Professional Soccer-kampioenschap
- 2016: Winnaar Frans landskampioenschap (Division 1 Féminine)
- 2016: Zilveren medaille op de Olympische Zomerspelen 2016
- 2017: Winnaar Franse beker
- 2017: Winnaar UEFA Women's Champions League

### Individueel
- 2005: Zweeds belofte van het jaar
- 2006, 2009, 2010, 2014, 2015: Beste Zweedse middenvelder van het jaar
- 2009: Diamantbollen